# NGC 265
NGC 265 è un ammasso aperto situato nella costellazione del Tucano.

## Descrizione

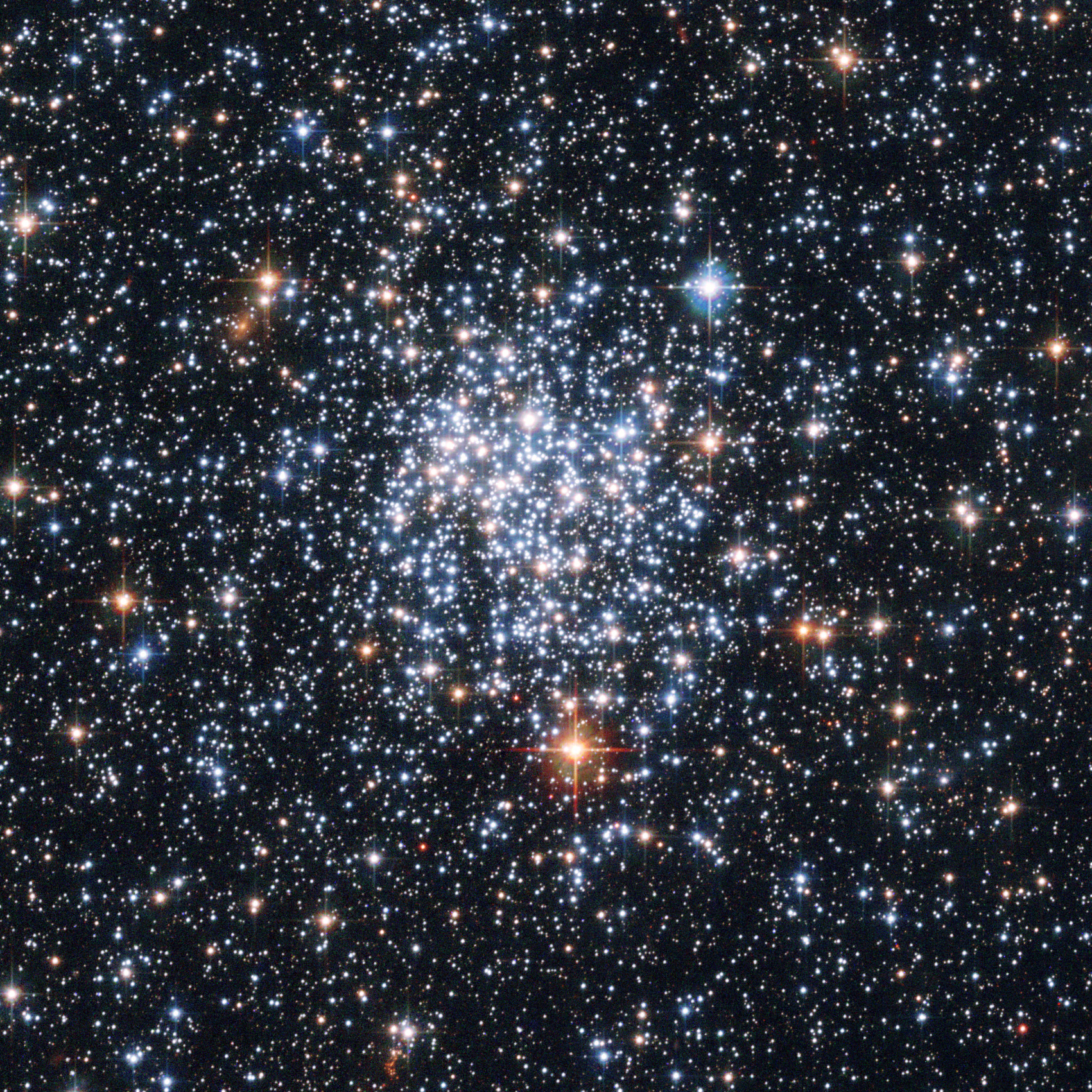
NGC 265 ripreso dal telescopio spaziale Hubble. (ESA and NASA Acknowledgment: E. Olszewski (University of Arizona)

NGC 265 è situato all'incirca alla stessa distanza dalla Terra della Piccola Nube di Magellano, vale a dire 199.000 anni luce.

## Scoperta
L'ammasso NGC 265 è stato scoperto l'11 aprile 1834 dall'astronomo britannico John Herschel.